# Operação Fronteira Brasil
Operação Fronteira Brasil é um documentário da Discovery e Discovery+. Lançado em 2022, atualmente está em sua terceira temporada. A série documenta operações da Polícia Rodoviária Federal em zonas fronteiriças. 

## Sinopse
A série documenta operações contra o tráfico de mercadorias e de entorpecentes realizadas pela Polícia Rodoviária Federal (PRF) em zonas fronteiriças com países como Bolívia, Paraguai, Argentina e Uruguai.

## Descrição
A série é uma coprodução da Warner Bros. Discovery e Mixer Films. As temporadas são transmitidas no Discovery, Discovery+, HBO Max, UOL Play e Prime Video. Em maio de 2024, a Discovery fechou um acordo para passar a série na TV aberta, na Hora Max da Band.  Os episódios são exibidos semanalmente, com dois episódios a cada sábado.
A primeira temporada estreou em 8 de outubro de 2022. A segunda temporada estreou em 24 de junho de 2023. A terceira temporada estreou em 9 de março de 2024.